# Adina Giurgiu
Adina Sabina Giurgiu (Arad, 17 agosto 1994) è una calciatrice rumena, centrocampista dell'U Olimpia Cluj e della nazionale rumena.
Per la prima parte della carriera ha giocato per numerose stagioni nel campionato rumeno, dove con la maglia dell'U Olimpia Cluj ha ottenuto cinque titoli nazionali e due coppe di Romania.

## Carriera

### Nazionale
Giurgiu inizia ad essere convocata dalla Federazione calcistica della Romania (Federația Română de Fotbal - FRF) fin dal 2009, vestendo inizialmente la maglia della formazione Under-17 con la quale fa il suo esordio in una competizione ufficiale UEFA il 27 ottobre di quell'anno, durante l'incontro vinto dalla Romania 1-0 sulle avversarie della Bulgaria, partita valida per il primo turno per le qualificazioni al campionato europeo 2010 di categoria. Viene inserita in rosa con le Under-17 fino all'anno successivo giocando i tre incontri della prima fase di qualificazione all'Europeo 2011 congedandosi con 4 presenze e non riuscendo ad accedere in entrambi i casi alla fase finale.
Sempre nel 2010 viene convocata anche nella formazione Under-19 impegnata alle qualificazioni al campionato europeo di Italia 2011. Con la maglia dell'U-19 scende in campo per la prima volta il 13 settembre di quell'anno, nell'incontro perso 2-1 con le pari età dell'Irlanda del Nord, giocando anche i due successivi prima che la squadra venga eliminata dal torneo. Continua ad essere inserita in rosa anche nella squadra che accede alla fase finale dell'Europeo di Turchia 2012, giocando tutti i sei incontri delle qualificazioni e i tre della fase a gironi prima di essere eliminata, e in quella impegnata alle qualificazioni dell'Europeo di Galles 2013, impiegata nelle tre partite della prima fase che la squadra non riesce a superare.
Convocata nella nazionale maggiore in previsione di impiegarla nell'ambito della fase a gironi delle qualificazioni all'Europeo di Svezia 2013, deve attendere il 23 novembre di quell'anno per debuttare, durante l'incontro perso 1-0 con la Spagna e valido per le qualificazioni al Mondiale di Canada 2015.

## Palmarès

### Club
- Campionato rumeno: 6

Olimpia Cluj: 2011-2012, 2012-2013, 2013-2014, 2014-2015, 2015-2016, 2016-2017
- Coppa di Romania femminile: 2

Olimpia Cluj: 2011-2012, 2012-2013